# Higashimuro
Higashimuro (東牟婁郡, Higashimuro-gun) is een district van de 
prefectuur Wakayama in Japan.
In 2003 had het district een geschatte bevolking van 37.945 inwoners en een bevolkingsdichtheid van 39,62 inwoners per km². De totale oppervlakte bedraagt 957,68 km².
Na de fusies heeft het district een geschatte bevolking van 46.965 inwoners en een bevolkingsdichtheid van 70,31 inwoners per km². De totale oppervlakte bedraagt 667,92 km².

## Gemeenten
Er zijn vijf gemeenten in het district :
- Kitayama
- Kozagawa
- Kushimoto
- Nachikatsuura
- Taiji

### Fusies
- Op 1 april 2005 fusioneerde Kushimoto van het District Nishimuro met  de gemeente Koza  tot de nieuwe gemeente Kushimoto. Deze nieuwe gemeente maakt deel uit van het District Higashimuro .
- Op 1 mei 2005 werd de gemeente Hongu aangehecht bij de stad Tanabe.
- Op 1 oktober 2005 werd de gemeente Kumanogawa aangehecht bij de stad Shingu.

Steden:
Arida · Gobo · Hashimoto · Iwade · Kainan · Kinokawa · Shingu · Tanabe · Wakayama (hoofdstad)

Districten:
Arida · Hidaka · Higashimuro · Ito · Kaiso · Nishimuro
Gemeenten per district